# Actinella laciniosa
Actinella laciniosa là một loài ốc đất liền hô hấp trên cạn, là động vật thân mềm chân bụng có phổi sống trên cạn thuộc họ Hygromiidae, the hariry snails and their allies. Nó là loài đặc hữu của Bồ Đào Nha.